# Martin Horvat
Martin Horvat (Muretinci kraj Ptuja, 21. listopada 1910. – Ljubljana, 17. ožujka 1972.), hrvatski ortoped.

## Životopis
Rođen u Muretincima kraj Ptuja. Od 1947. do kraja života djelovao je u Bolnici za koštano-zglobnu tuberkulozu u Rovinju (koja danas nosi njegovo ime, Bolnica Dr. Martin Horvat), od 1949. kao ravnatelj. Organizirao je preventivnu ortopedsku službu u zapadnoj Istri, bavio se medicinskom rehabilitacijom, začetnik je aktivne kirurške terapije kod koštano-zglobne tuberkuloze. Bavio se i športskom medicinom pa je bio nastavnik na Visokoj školi za fizikalnu kulturu u Ljubljani.